# Матео Ретегі
Матео Ретегі (ісп. Mateo Retegui; 29 квітня 1999, Сан-Фернандо, Буенос-Айрес) — аргентинський та італійський футболіст, нападник клубу «Аталанта» та збірної Італії.

## Клубна кар'єра
Ретегі — вихованець клубів «Рівер Плейт» та «Бока Хуніорс». 17 листопада 2018 року в матчі проти «Патронато» він дебютував в аргентинській Прімері у складі останнього. На початку 2019 року Ретегі на правах оренди перейшов до «Естудіантесу». 18 лютого в матчі проти «Архентінос Хуніорс» він дебютував за новий клуб. 2 листопада в поєдинку проти «Хімнасії Ла-Плата» Матео забив свій перший гол за «Естудіантес».
У 2020 році Ретегу був орендований клубом «Тальєрес». 31 жовтня у матчі проти «Ньюеллс Олд Бойз» він дебютував за нову команду. 20 грудня в поєдинку проти «Атлетіко Тукуман» Матео забив свій перший гол за «Тальєрес».
На початку 2022 року Ретегі на правах оренди перейшов у «Тигре». 11 лютого в матчі проти «Рой-Крус» він дебютував за нову команду. 16 лютого в поєдинку проти «Сентраль Кордова» Матео забив свій перший гол за «Тигре».
Влітку 2023 року Ретегі підписав п'ятирічний контракт з італійським Дженоа. Сума трансферу склала 15 мільйонів євро.
Ретегі перейшов до іншого клубу Серії А «Аталанта» за 28 мільйонів євро 8 серпня 2024 року після травми передніх хрестоподібних зв'язок форварда «Аталанти» та товариша по збірній Італії Джанлуки Скамакки.

## Кар'єра у збірній
Ретегі має італійське громадянство завдяки дідусеві з боку матері, який був родом з Канікатті, Сицилія.
У лютому 2023 року з'явилися повідомлення, що Роберто Манчіні розглядає Ретегі як кандидата до складу збірної Італії на перші матчі відбірного турніру Євро-2024.
17 березня 2023 був офіційно викликаний до складу збірної Італії.
23 березня дебютував у першому матчі відбіркового турніру проти збірної Англії, вийшовши на поле у стартовому складі, і забив перший гол за збірну Італії на 56-й хвилині після передачі Лоренцо Пеллегріні.